# Syzygium eucalyptoides
Syzygium eucalyptoides är en myrtenväxtart som först beskrevs av Ferdinand von Mueller, och fick sitt nu gällande namn av Bernard Patrick Matthew Hyland. Syzygium eucalyptoides ingår i släktet Syzygium och familjen myrtenväxter.

## Underarter
Arten delas in i följande underarter:
- S. e. bleeseri
- S. e. eucalyptoides